# Sainte-Maure
Sainte-Maure – miejscowość i gmina we Francji, w regionie Grand Est, w departamencie Aube. Przez miejscowość przepływa Sekwana. 
Według danych na rok 1990 gminę zamieszkiwało 1218 osób, a gęstość zaludnienia wynosiła 58 osób/km².

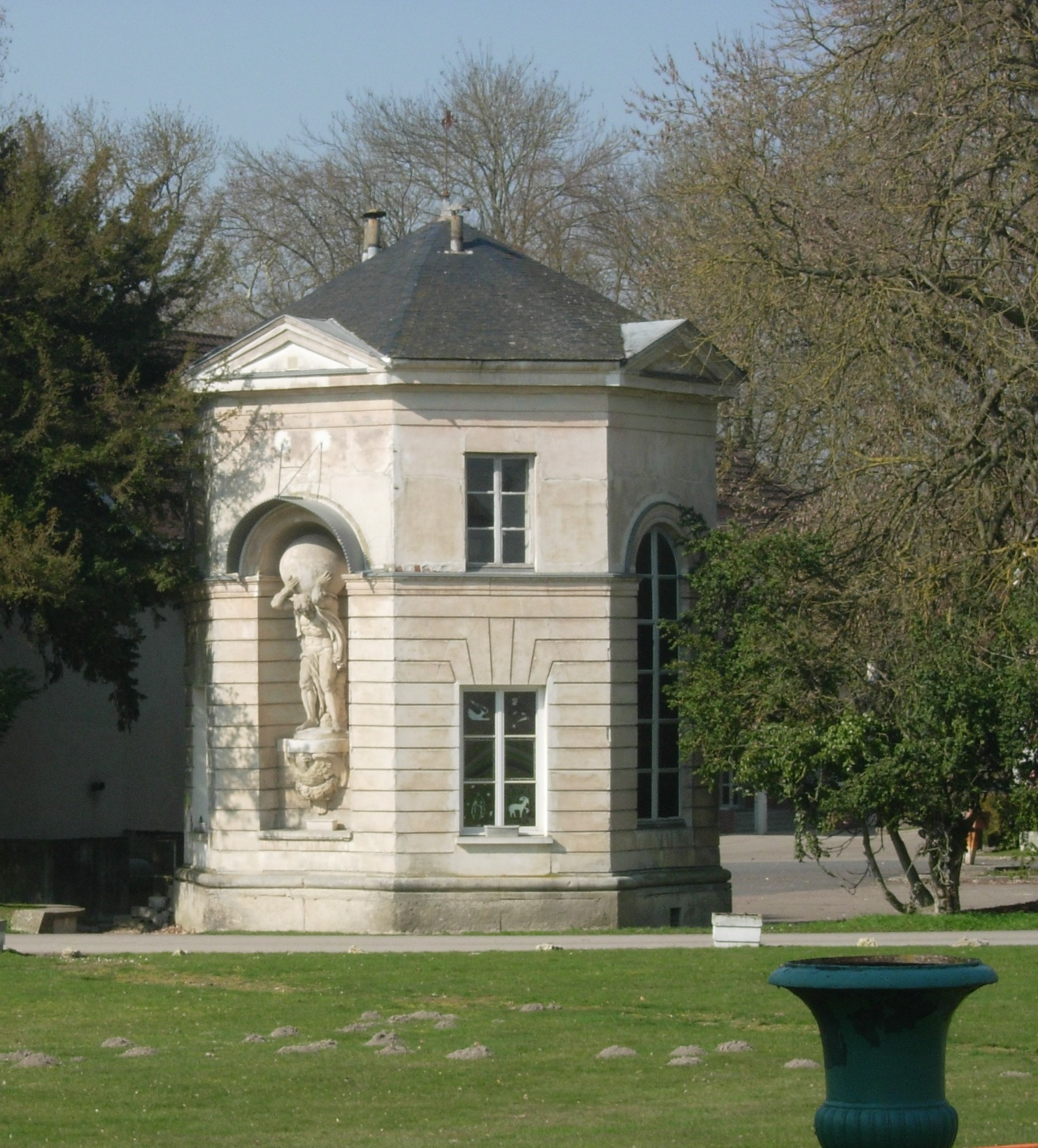
Zamek w Sainte-Maure, 2011